# ۱۰ جمادی‌الثانی
۱۰ جمادی‌الثانی، دهمین روز از ماه جمادی‌الثانی در تقویم هجری قمری است.
در تقویم هجری قمری قراردادی این روز صد و پنجاه و هشتمین روز سال است.